# Звягин, Берке Борухович
Бе́рке Бо́рухович Звя́гин или Борис Борисович Звя́гин (Бер-Лейб сын Боруха-Шолема Звягин; 14 апреля 1921, Невель — 18 сентября 2002, Москва) — физик-минералог, специалист в области электронно-дифракционного анализа, структурной кристаллографии, лауреат премии имени Е. С. Фёдорова (1985).

## Биография
Родился 14 апреля 1921 года в городе Невель, Витебская губерния, РСФСР.
В 1944 году окончил физический факультет МГУ по кафедре теоретической физики.
В 1949 году по окончании аспирантуры при Почвенном институте АН СССР защитил кандидатскую диссертацию по теме «Электронографическое исследование структуры монтмориллонита».
В 1950—1962 годах работал старшим научным сотрудником во ВСЕГЕИ в Ленинграде.
В 1962 году защитил докторскую диссертацию по теме «Электронография и структурная кристаллография глинистых минералов», доктор физико-математических наук (1963), профессор (1977).
С 1963 года работал в ИГЕМ АН СССР / РАН заведующим лабораторией электронографии и главным научным сотрудником лаборатории кристаллохимии минералов.
Стоял у истоков использования электронографического метода для исследования слоистых минералов.
Один из основоположников электронно-дифракционного анализа и структурной кристаллографии.
Скончался 18 сентября 2002 года в Москве, был похоронен на Востряковском кладбище.

## Награды и премии
- 1985 — Премия имени Е. С. Фёдорова, совместно с М. А. Кривоглазом, С. А. Семилетовым — за цикл работ «Дифракция рентгеновских лучей, электронов и нейтронов в идеальных и реальных кристаллах»
- 2000 — Высшая награда Общества исследователей глин (Clay Mineral Society) США.

## Память
В честь Б. Б. Звягина в 2014 году был назван новый минерал из Ловозерского горного массива — Звягинит.